# 褚湮
褚湮（？—？），字士洋，河南郡阳翟县（今河南省禹州市）人，南梁官员。

## 生平
褚湮在南梁官至曲阿县县令，历任晋安王萧纲中录事，正员郎，乌程县县令。褚湮哥哥褚游去世后，褚湮弃官返还，出任太尉属，延陵县县令，中书侍郎，太子率更令，御史中丞，因为贪污受贿被自己夫人刘氏的弟弟尚书左丞刘览弹劾免官，之后褚湮出任湘东王萧绎府谘议参军，去世。褚湮担任县令，清廉谨慎可以记载于史书，又好学懂得音乐，看重宾客，很是受到湘东王萧绎所亲近和喜爱。

## 家庭

### 兄弟
- 褚游

### 夫人
- 彭城安上里刘氏，刘宋司空忠昭公刘勔孙女，南齐太常敬子刘悛之女，南梁尚书左丞刘览姐姐[3]

### 子女
- 褚蒙，南梁太子舍人
- 褚随，南梁骠骑从事中郎